# Бородин, Норман Михайлович
Но́рман Миха́йлович Бороди́н (1911—1974) — советский разведчик, полковник.

## Биография
Родился в семье революционеров-эмигрантов. В 1923 вместе с матерью приехал в СССР, а затем с родителями и старшим братом Фредом выехал в Китай, где его отец был назначен политическим советником при Сунь Ятсене, а также представителем Коминтерна. Вместе с братом оказывали помощь советским разведчикам. В 1927 вернулся в СССР. В 1930 окончил Ленинградское мореходное училище, позже окончил филологический факультет МГУ. С марта 1930 сотрудник ИНО ОГПУ. В 1931 отправлен на нелегальную работу в Норвегию, затем в Германию, а после прихода Гитлера к власти в 1933 был переведён в нелегальную резидентуру во Францию. В качестве прикрытия учился в университете Осло, Германском институте для иностранцев в Берлине, колледже при Сорбонне в Париже. В 1934−35 учился в Военно-химической академии РККА. В 1937 заместитель нелегального резидента в США И. А. Ахмерова, действовал под прикрытием студента радиотехнического института, руководил тремя ценными агентами, завербовал молодого сотрудника латиноамериканского направления Госдепартамента.
С сентября 1938 начальник иностранного отдела Уполномоченного СНК СССР по охране военных тайн в печати (Главлит). С сентября 1941 снова сотрудник НКВД. Со 2 октября 1942 начальник 2-го отделения 3-го отдела 1-го управления НКВД СССР, затем заместитель начальника отдела 2-го Главного управления МГБ СССР. По воспоминаниям П. А. Судоплатова уволен В. С. Абакумовым невзирая на безупречную репутацию и рекомендацию коллегии МГБ оставить на работе в органах государственной безопасности. В 1947−49 корреспондент газеты «Moscow news» («Московские новости») на английском языке.
В марте 1949 был арестован и в 1951 сослан в Караганду. В 1952−53 заведующий отделом культуры и быта газеты «Социалистическая Караганда». В конце 1953 вернулся в Москву и в 1954 реабилитирован. Затем работал в «Литературной газете» и в аппарате Союза писателей СССР. В 1955 восстановлен на работе в КГБ СССР. В 1955−1961 начальник отдела по работе с иностранными корреспондентами 2-го Главного управления КГБ СССР. В 1961−67 заместитель начальника действующего резерва партийных и государственных учреждений ЛГУ КГБ СССР. С июня 1961 по июнь 1967 главный редактор главной редакции политических публикаций Агентства печати «Новости» и член его правления. С августа 1967 года политический обозреватель Агентства печати «Новости».
Умер летом 1974. Урна с прахом захоронена в колумбарии Новодевичьего кладбища.

### Звания
- младший лейтенант государственной безопасности (приказ НКВД СССР № 1231 от 20 декабря 1936);
- полковник.

### Награды
- Орден Красного Знамени;
- Орден «Знак Почёта»;
- Почётный сотрудник госбезопасности;
- Заслуженный работник культуры РСФСР.

## Семья
- Отец — Михаил Маркович Бородин, советский государственный и общественный деятель.
- Мать — Фаина (Фанни) Семёновна (Самуиловна) Бородина (в девичестве Орлюк), познакомилась с мужем в начале 1908 на партийном собрании в Чикаго.
- Брат — Фёдор (Фрэд) Михайлович Бородин (родился в конце 1908) — полковник Красной армии, погиб в начале Великой Отечественной войны.